# Hunt Valley
Hunt Valley est une localité non incorporée du comté de Baltimore dans le Maryland, aux États-Unis.

## Économie
Cette localité abrite notamment le siège du studio de développement de jeux vidéo ZeniMax Online Studios et l'entreprise d'armement AAI Corp.